# Carlo Speroni
Carlo Speroni (ur. 13 lipca 1895 w Busto Arsizio, zm. 12 października 1969 tamże) – włoski lekkoatleta specjalizujący się w biegach długich.

## Kariera
Speroni reprezentował Królestwo Włoch na igrzyskach olimpijskich trzykrotnie. Podczas V Letnich Igrzyskach Olimpijskich w 1912 roku w Sztokholmie startował w biegu maratońskim, gdzie był najmłodszym z biegaczy (dzień wcześniej ukończył siedemnaście lat). Nie ukończył biegu. Osiem lat później podczas VII Letnich Igrzysk Olimpijskich w 1920 roku w Antwerpii wystartował w trzech konkurencjach: w biegu na 5000 metrów zajął siódme miejsce, biegu na 10 000 metrów nie ukończył zaś w drużynowym biegu na 3000 metrów zajął piąte miejsce. Podczas VIII Letnich Igrzysk Olimpijskich w 1924 roku w Paryżu także wystartował w trzech konkurencjach: biegu na 10 000 metrów, indywidualnym i drużynowym biegu przełajowym. Żadnego z tych startów nie ukończył.
Wielokrotny rekordzista kraju.
Reprezentował barwy klubów US Busto Arsizio oraz Pro Patria et Liber.

## Rekordy życiowe
- bieg na 5000 metrów – 15:24,6 (1919)
- bieg na 10 000 metrów – 32:03,8 (1924)
- bieg maratoński – 2:44:58 (1913)